# Vrapce
Vrapce (cyr. Врапце) – wieś w Serbii, w okręgu jablanickim, w gminie Medveđa. W 2011 roku liczyła 45 mieszkańców.